# Camille Chevalier (golfeuse)
Camille Chevalier (née le 19 décembre 1993) est une golfeuse française évoluant sur le Ladies European Tour (LET) depuis janvier 2017. Elle a remporté le Hero Women's Indian Open sur le LET en 2017 et fut titrée Rookie of the Year la même année, finissant à la 10e place du classement du tour.

## Carrière
Camille Chevalier a étudié le Business aux USA à l'Université de l'Indiana à Bloomington de 2013 à 2016. Elle a joué pour l'équipe de golf de l'université et a gagné un tournoi universitaire, le Lady Buckeye Invitational, en avril 2016. 
Pendant sa carrière amateur, Camille Chevalier fut titrée Championne de France en 2015. 
En décembre 2016, Camille Chevalier a obtenu un droit de jeu complet aux cartes pour jouer sur le Ladies European Tour. Au cours de sa première saison, elle a décroché sa première victoire professionnelle au Hero Women's Indian Open, a terminé 10e de l'Ordre du mérite et a été nommé "Rookie of the Year 2017". 
En 2018, Camille Chevalier a joué sur le Symetra Tour  et le Ladies European Tour. Elle a enregistré un top 10 à l'Andalucia Costa del Sol Open et a participé à son premier tournoi Majeur, l'Evian Championship, où elle a passé le cut. 
En 2019, Camille Chevalier est revenu jouer à plein temps sur le Ladies European Tour. Elle a enregistré une 3e place au La Reserva de Sotogrande Invitational.

## Palmarès professionnel

### Victoires sur le Ladies European Tour (1)
| No. | Date         | Tournoi                  | Score gagnant  | Par rapport au par | Marge de victoire | Deuxième place  | Part du gagnant (€) |
| --- | ------------ | ------------------------ | -------------- | ------------------ | ----------------- | --------------- | ------------------- |
| 1   | 12 nov. 2017 | Hero Women's Indian Open | 68-69-67 = 204 | -12                | 1 coup            | Michele Thomson | 51 637              |